# Sonari
Sonari là một thành phố và là nơi đặt ban đô thị (municipal board) của quận Sibsagar thuộc bang Assam, Ấn Độ.

## Địa lý
Sonari có vị trí 27°04′B 95°02′Đ / 27,07°B 95,03°Đ Nó có độ cao trung bình là 97 mét (318 feet).

## Nhân khẩu
Theo điều tra dân số năm 2001 của Ấn Độ, Sonari có dân số 17.430 người. Phái nam chiếm 55% tổng số dân và phái nữ chiếm 45%. Sonari có tỷ lệ 76% biết đọc biết viết, cao hơn tỷ lệ trung bình toàn quốc là 59,5%: tỷ lệ cho phái nam là 79%, và tỷ lệ cho phái nữ là 72%. Tại Sonari, 12% dân số nhỏ hơn 6 tuổi.